# What I Go to School For
What I Go to School For è il singolo di debutto della band britannica Busted. Il pezzo fu estratto dall'album Busted e pubblicato il 16 settembre 2002, ottenendo un discreto successo nella classifica inglese piazzandosi subito in terza posizione.

## Storia
La canzone risulta scritta dai componenti della band James Bourne e Charlie Simpson con contributi di Steve Robson, Graham Jay, John McLaughlin e Richard Rashman. Tom Fletcher, leader della band britannica McFly, ha però dichiarato che durante le audizioni tenute dai Busted per cercare il terzo membro Matt e James avevano fatto ascoltare ai candidati proprio What I Go To School For. Questo dato potrebbe dunque significare che la canzone era stata scritta prima che Simpson entrasse a far parte della band, facendo quindi ipotizzare che lui possa aver dato solamente dei contributi per migliorare il pezzo.
La canzone è ispirata ad un'insegnante di ballo della Sylvia Young Theatre School, di nome Michelle Blair, per cui Matt Willis aveva una cotta quando aveva quindici anni. Questo fu dichiarato durante una trasmissione televisiva nel 2003, quando la Blair fece un ingresso a sorpresa nel mezzo di un'intervista a Willis.
La Blair ha dichiarato di non avere idea che la canzone fosse dedicata a lei fino al momento della rivelazione, ma ha anche aggiunto che a scuola Willis cercava di comportarsi sempre in maniera affascinante e ripeteva di essere membro di una band.

## Video musicale
Il video si apre con un’immagine dell'insegnante, Miss McKenzie (interpretata dalla modella Lorna Roberts) che scrive alla lavagna le parole "sex education". La donna mostra poi agli studenti, tra cui i Busted, un video sull'educazione sessuale. Mentre Charlie Simpson inizia a cantare, si susseguono scene in cui viene reso evidente che i tre ragazzi hanno interesse solo nei confronti di Miss McKenzie, mentre rifiutano le attenzioni delle loro compagne di classe.
Ci si sposta poi ad una scena notturna, in cui i Busted vanno a fare visita a casa di Miss McKenzie. Vengono dunque mostrate scene in cui Bourne e Simpson spiano l’insegnante dal buco della cassetta delle lettere, mentre Willis si arrampica su un albero per poter vedere Miss McKenzie dalla finestra, finendo poi per cadere quando la donna lo nota.
A questo, durante l’intera durata del video, sono alternate scene in cui i Busted suonano all’esterno della scuola, circondati dai loro compagni di classe. Tra questi si individuano volti famosi dello spettacolo nel Regno Unito, come la cantante Jade Ewen, futura componente della girlband Sugababes, e l’attrice Rachel Hyde-Harvey.
Alla fine del 2015, in occasione della reunion della band, i Busted realizzarono un servizio fotografico ed un breve video a tema What I Go to School For, in cui si è notata la presenza della modella Lorna Roberts, nuovamente nei panni della professoressa Miss McKenzie. Nel video, della durata di pochi secondi, si vedono i Busted che spiano l'insegnante dalla finestra, richiamando una delle scene più celebri del video musicale.

## Cover
Nel 2006 la band statunitense Jonas Brothers realizzò una cover della canzone. Come accadde anche per Year 3000, i Jonas modificarono il testo della canzone, eliminando i riferimenti sessuali ed adattando il pezzo ad un pubblico più giovane.

## Classifiche
La canzone raggiunse la posizione numero 3 nel Regno Unito, ottenendo la certificazione argento per 230 000 copie vendute, mentre fuori dal Regno Unito raggiunse la top 10 solamente in Giappone, dove si classificò sesta.

## Pubblicazioni
CD 1
1. What I Go to School For (Steve Powers Clean Mix) - 3:38
2. What I Go to School For - 3:28
3. What I Go to School For (CD-ROM Video)- 3:28

CD 2
1. What I Go to School For (Single Version) – 3:31
2. What I Go to School For (Acoustic) – 3:27
3. What I Go to School For (Alternative Remix) – 3:33
4. What I Go to School For (Instrumental Mix) – 3:29
5. What I Go to School For (CD-ROM Video) - 3:28

Singolo
1. What I Go to School For
2. Brown Eyed Girl
3. Interactive Interview (CD-ROM Video)